# Teresa Viana
Teresa Viana (1960), é uma pintora brasileira.

## Formação
Formada pela Escola de Artes Visuais do Parque Lage, Rio de Janeiro, reside na cidade de São Paulo.
Os seus trabalhos em exposições individais ou coletivas caracterizam uma discussão sobre "cor-matéria".
As suas cores provocam no observador diferentes contatos; É praticamente impossível não perceber nuances de um suave desejo investigativo nas suas pinceladas.
A criação de universos próprios e paralelos, contrastam com a perspectiva óbvia de se saborear apenas uma pintura com os olhos. Mas não, em seus quadros os olhos são meros reflexos difusos de uma luz muito anterior, compreendida por referências, conceitos e estudos sistemáticos que possibilitam ao seu trabalho um gosto de novo. Para o novo velho 'olhar' o olhar. Como bem afirma Maria Alice Milliet: "Teresa quer em sua pintura, pintar".

## Exposições
2008
- Site Specific - Prêmio Projéteis Funarte de Arte Contemporânea 2007/2008 – RJ
- Coletiva BR 2008 – Galeria Virgílio – SP
- Coletiva Galeria - Galeria Virgílio – SP
- Art Santa Fé – 2008 – Feira internacional de arte contemporânea – México
- Coletiva de acervo – Amarelonegro Arte Contemporânea – RJ
- SP Arte – Feira Internacional / SP – Stand da Galeria Virgílio – SP

2007
- “Pintura Brasileira no Acervo do MAM-SP” – Museu de Arte do Espírito Santo – Dionísio Del Santo – Vitória
- Heterodoxia – séries – Galeria Murilo Castro - BH
- Recortar e Colar | CRTL_C + CRTL_V – Sesc Pompéia – SP
- Coletiva de Acervo – Galeria Murilo Castro – BH

2006
- 9º Festival Estúdio Abierto – Centro – festival de arte e cultura contemporânea – BsAs – AR – convidada internacional
- II Bienal Internacional Ceará de Gravura - Gravura Contemporânea Brasileira – MAC – Centro Dragão do Mar de Arte e Cultura - CE
- Projeto Pari – Biblioteca Adelpha Figueiredo - SP

2005
- Pintura - Espaço Cultural Sérgio Porto - Rio de Janeiro, RJ
- Pintura Expandida - Paço das Artes de SP
- Intervenções – Estrela do Pari Futebol Clube - SP

2004
- Transversal – Galeria Baró Cruz - SP
- Coletiva de inauguração - Galeria Baró Cruz - SP
- Feira ArteBA – Buenos Aires

2002
- Colagem – Centro Universitário Mariantonia – USP - SP

- 28 + pintura – Espaço Virgílio – SP
- Coletiva AAA – Galeria Baró Senna - SP
- Coletiva – Galeria Baró Senna - SP
- Art Miami Fair - EUA
- Coleção Metrópolis de Arte Contemporânea – Pinacoteca do Estado de SP
- Arco 2002 – Feira Internacional de Arte Contemporânea - Madri

2001
- The Pollock-krasner Foundation, inc – NY - EUA
- Galeria Baró Senna – SP
- Coletiva de Acervo – Galeria Baró Senna - SP

2000
- Projeto Residência – Oficina Cultural Oswald de Andrade – SP
- Coletiva de Pintura – Território Escritório de Arte - SP
- Pintura Anos 90 – MAM - SP
- Coletiva de Acervo – Galeria Baró Senna - SP
- Desenhos - Museu de Arte de Ribeirão Preto – SP
- Panorama da Arte Brasileira do MAM SP, MAM Recife/PE, MAM Fortaleza/CE, MAC – Niterói/RJ

1999
- Desenhos – Escritório de Arte Rosa Barbosa – SP
- Panorama da Arte Brasileira do MAM - SP
- Pratos da Casa II – Museu Lasar Segall – SP

1998
- Temporada de Projetos – Paço das Artes de São Paulo
- Paes Arte contemporânea – RJ

1997
- IV Salão MAM - Bahia
- VI Bienal Nacional de Santos – Centro de Cultura Patrícia Galvão – SP
- L.A. International Biennial Art Invitational – Boritzer/Gray/Hamano Gallery – EUA
- UniversidArte – edição 4 – Universidade Estácio de Sá - RJ
- Colors of Brazil – Projeto Transbrasil

1996
- Galeria Espaço Alternativo – Funarte - RJ
- Galeria Nara Roesler – SP
- Programa Metrópolis – TV Cultura de SP
- Projeto Macunaíma - Funarte – RJ
- O Excesso – Paço das Artes de São Paulo

1995
- V Bienal Nacional de Santos – Menção Especial
- V Bienal Nacional de Santos – Centro de Cultura Patrícia Galvão – SP
- XX Salão de Arte de Ribeirão Preto – Museu de Arte de Ribeirão Preto – SP

1994
- 51 Salão Paranaense – Prêmio Aquisição
- Centro Cultural São Paulo
- 51 Salão Paranaense – MAC – PR
- XIX Salão de Arte de Ribeirão Preto – Museu de Arte de Ribeirão Preto – SP
- Poéticas Paulistanas – Espaço Cultural Citibank – SP

1993
- Coletiva do I Prêmio Gunther de Pintura – MAC – SP

1990
- II Salão Nacional de Artes Plásticas de Pelotas – RS – Menção Especial
- Aprofundamento I – Galeria da EAV – Parque Lage – RJ
- II Salão Nacional de Artes Plásticas de Pelotas - RS

1989
- Novos, Novos – Galeria Centro Empresarial Rio – RJ

1988
- Trabalhos da Casa – Galeria da EAV – Parque Lage – RJ